# Yoko Littner
Yoko Littner (ヨーコ・リットナー?, Yōko Rittonā) è la protagonista femminile dell'anime Sfondamento dei cieli Gurren Lagann, prodotto dalla Gainax, e del manga derivato. Si tratta di una bella ragazza quattordicenne proveniente dal villaggio di Littner, con notevoli capacità con le armi da fuoco.

## Storia

### Prima parte

Copertina del secondo volume del manga raffigurante Yoko

Il passato di Yoko Littner prima dell'inizio della serie non è molto approfondito, tuttavia è noto che quando il villaggio di Littner è stato riempito di gas tossici ha dovuto trasferirsi in superficie.
Appare nel primo episodio dell'anime, aiutando Simon e Kamina a sconfiggere un robot Gunmen, penetrato nel villaggio di Jeha. 
Alla fine dell'episodio il trio si trova in superficie, dove conoscono il resto del villaggio di Littner.

### Seconda parte
Conclusa la guerra contro gli uomini bestia, aiuta la costruzione di Kamina City, ma se ne va più tardi, non sentendosi consona ad un ruolo politico e preferendo partire per una piccola isola dove diviene un'insegnante con il nome di Yomako. Nonostante non sia coinvolta direttamente con gli eventi di Kamina City, viene a sapere della decisione di Rossiu e del processo di Simon.
Successivamente l'isola viene evacuata, come programmato dal governo di Rossiu, e attaccata da due uomini bestia che con i loro Gunmen prendono in ostaggio una bambina, allieva di Yoko; quest'ultima riesce a salvare la situazione con il proprio fucile, rivelando la sua vera identità. Dopo aver spiegato ai suoi alunni che furto e violenza sono sbagliati decide di raggiungere la città per aiutare Simon.
Arrivata a Kamina City s'imbatte in Kittan e lo informa del suo piano per salvare l'umanità; in seguito raggiunge la prigione dove si trovavano Simon e Viral e li soccorre. Yoko segue i due e il resto del nuovo team Dai-Gurren nello spazio, per combattere la minaccia degli Anti-Spiral e salvare l'umanità. Durante questi eventi viene baciata da Kittan, il quale si sacrificherà per continuare la missione.
È presente al matrimonio di Simon e Nia, che dopo la morte e scomparsa di quest'ultima ne recupera l'anello. Molteplici anni dopo è diventata preside della scuola sulla piccola isola dove risiedeva.

## Personalità
È molto matura, riflessiva e intraprendente, al contrario di Kamina che agisce sempre impulsivamente, e di Simon che ha sempre paura di quello che fa, infatti, sin dal primo momento non approva il comportamento spericolato di Kamina, per il quale arriva poi a provare qualcosa. Infatti Yoko bacerà quest'ultimo, facendo anche rimanere male Simon, che si stava innamorando della ragazza. Yoko ha delle tendenze tsundere: è generalmente una ragazza dolce, ma si arrabbia anche piuttosto facilmente per il comportamento sconsiderato di Kamina. A parte ciò, è una ragazza molto buona, ha un cuore d'oro ed è sempre disposta a fare del bene. Ama molto i bambini inoltre, infatti quando diventa insegnante tutti i bambini della scuola si affezionano molto a lei per il suo carattere altruista e amichevole.

## Yoko come Idol
La Gainax, per promuovere i film riassunti della serie, il 27 maggio 2009 ha pubblicato un singolo S°t°a°r°s, con Yoko come cantante idol. Marina Inoue, la sua doppiatrice, ritorna nel ruolo di Yoko.